# Encefalopatia ipertensiva
L'encefalopatia ipertensiva è una patologia che si manifesta in pazienti colpiti da ipertensione; segni e sintomi caratteristici sono cefalea, stato di confusione, vomito e convulsioni, che a volte portano al coma. Questa condizione necessita di un intervento medico rapido per ridurre l'aumento della pressione intracranica che accompagna il fenomeno, perché la sindrome non regredisce spontaneamente. I pazienti deceduti sottoposti all'esame autoptico evidenziano un tessuto cerebrale edematoso in cui può essere presente o meno erniazione tonsillare o transtentoriale. Microscopicamente si osservano petecchie e necrosi fibrinoide delle arteriole della sostanza grigia e bianca.